# 潔芮汀·薇思瓦納森
潔芮汀·薇思瓦納森（英語：Geraldine Viswanathan，/ˌvɪswəˈnɑːθən/ VISS-wə-NAH-thən；1995年6月20日—）是一名澳大利亞女演員。她因出演電影《圍雞總動員》（2018年）、《荷拉的故事》（2018年）和《壞教育》（2019年）而獲得肯定。她曾在系列劇《珍妮特·金》（2017年）和TBS喜劇選集《奇蹟締造者》（2019年—2023年）中擔任常駐角色。

## 早年生活
薇思瓦納森的父親蘇雷什·薇思瓦納森（Suresh Viswanathan）是一位從事核子醫學的醫生，是印度泰米爾人。她的母親安雅·雷斯（Anja Raith）來自瑞士，父親是電影製片人和芭蕾舞者，把她撫養長大。雷斯曾在倫敦的音樂劇學校就讀，之後結婚並定居紐卡索。她是一位藝術家。
薇思瓦納森自小與妹妹相依為命，深愛馬匹和動物。她曾就讀於紐卡索的杭特表演藝術學校，在戲劇班學習。
當她15歲時，薇思瓦納森和她的家人在加利福尼亞州洛杉磯待了一段時間，在那裡她經過了找經紀人的過程，希望能得到迪士尼和尼克的角色。
2015年，薇思瓦納森獲得希斯·萊傑獎學金。在學習國際研究和新聞學的同時，她在雪梨表演過單口喜劇和小品喜劇。

## 職業生涯
4歲時，薇思瓦納森出現在柯達電視廣告中。2016年，她出演《厭世青春戀習曲》，並前往洛杉磯參加第一季試演。2017年，薇思瓦納森加入ABC的劇集《珍妮特·金》，在劇中飾演邦妮（Bonnie）一角。薇思瓦納森是選角室的讀者，也是澳洲選角過程的讀者。
她的重大突破來自2018年，當時她出演了電影《圍雞總動員》。Refinery29將她稱為「電影的爆紅明星」。同年，她出演Netflix電影《鳥包大行動》，以及參加日舞影展的戲劇電影《荷拉的故事》。《好萊塢報導》將她列入其「Next Gen Talent」名單中，成為「20位嶄露頭角的新星之一，這些新星來自大賣座電影和小螢幕，他們正在撼動整個產業」 。
2019年，薇思瓦納森出演選集系列《奇蹟締造者》。同年，她在電影《壞教育》中飾演瑞秋（Rachel），該片改編自挪用公款醜聞的真實故事。她憑此片在多倫多國際電影節上獲得好評，並獲得兩項艾美獎提名。
薇思瓦納森主演了《分手紀念品》（2020年）。本片原定於2020年中上映，但因COVID-19大流行而延期至9月。她在片中飾演女主角露西（Lucy），是一位畫廊助理，為了放棄過去感情中的物品而掙扎。關於這部電影，她指出能在銀幕上代表棕色女孩，她感到很幸運，並欣賞她在電影中的母親是金髮，長得很像她真正的母親。
薇思瓦納森在《馬男波傑克》第六季中為塔尼（Tawnie）配音。
2021年10月，她出演心理驚悚片《Cat Person》，改編自克里斯頓·羅佩尼亞（Kristen Roupenian）於2017年在《紐約客》上發表的短篇故事。
2022年1月，薇思瓦納森參演由克莉絲汀·戈爾和達米安·庫拉許共同執導的電影《鈔級布偶》。
2024年1月，薇思瓦納森出演漫威電影宇宙的電影《雷霆特攻隊*》，擔任之前由阿尤·艾德維利擔任的角色。該片於2025年5月2日上映。

## 影視作品

### 電影
| 年份 | 標題                     | 角色                 | 備註         |
| ---- | ------------------------ | -------------------- | ------------ |
| 2016 | 《厭世青春戀習曲》       | Jamali               |              |
| 2016 | 《All Out Dysfunktion!》 | Vizzie               |              |
| 2018 | 《圍雞總動員》           | Kayla Mannes         |              |
| 2018 | 《鳥包大行動》           | Becky Abelar         |              |
| 2019 | 《荷拉的故事》           | Hala Masood          |              |
| 2019 | 《壞教育》               | Rachel Bhargava      |              |
| 2020 | 《分手紀念品》           |                      |              |
| 2021 | 《7 Days》               | Rita                 | 兼執行製片人 |
| 2021 | 《》                     | Winnie Coyle（配音） |              |
| 2023 | 《Cat Person》           | Taylor               |              |
| 2023 | 《鈔級布偶》             | Maya                 |              |
| 2024 | 《駕車出走的女人》       | Marian               |              |
| 2025 | 《Oh, Hi!》              | Max                  | [ 25 ]       |
| 2025 | 《囍宴鬧雙胞》           | Jenni                |              |
| 2025 | 《雷霆特攻隊*》          | 梅爾                 |              |

### 電視
| 年份      | 標題                                | 角色 | 備註                        |
| --------- | ----------------------------------- | --- | --------------------------- |
| 2015      | 《Lost Angels》                     | Sarah |                             |
| 2017      | 《The Y2K Bug》                     | Addison | 集數：「High School River」 |
| 2017      | 《珍妮特·金》                       | Bonnie Mahesh | 常設角色（第三季）；8集     |
| 2018      | 《Nippers of Dead Bird Bay》        | | 集數：「The Riff Raff」     |
| 2019–2023 | 《奇蹟締造者》                      | Eliza Hunter（第一季） Alexandra "Allie" Shitshoveler（第二季） Prudence Aberdeen（第三季） Freya Exaltada（第四季） | 主要角色                    |
| 2019–2020 | 《馬男波傑克》                      | Tawnie（配音） | 常設角色（第六季）；3集     |
| 2021      | 《Saturday Morning All Star Hits!》 | Lottie Wolfe | 3集                         |
| 2022      | 《忙碌黛布拉三連》                  | 旁白（配音） | 8集                         |

## 外部連結
- 潔芮汀·薇思瓦納森在互联网电影资料库（IMDb）上的資料（英文）